# Lamina montana
Lamina montana är en spindelart som beskrevs av Forster 1970. Lamina montana ingår i släktet Lamina och familjen Desidae. Inga underarter finns listade i Catalogue of Life.